# Wyścigowe Samochodowe Mistrzostwa Polski 1967
Sezon 1967 był piętnastym sezonem Wyścigowych Samochodowych Mistrzostw Polski.
Sezon liczył trzy eliminacje na torach w Krakowie (dwa razy) i Puławach. W mistrzostwach brały udział samochody Formuły 3, zgodne z przepisami FIA. Punkty przyznawane były sześciu najlepszym kierowcom według klucza 8-6-4-3-2-1.

## Zwycięzcy
| Data            | Tor    | Zwycięzca (kierowcy) | Samochód      | Zwycięzca (zespoły)      |
| --------------- | ------ | -------------------- | ------------- | ------------------------ |
| 4 czerwca       | Kraków | Miroslav Fousek      | Škoda 1000 F3 |                          |
| 15 października | Kraków | Otto Bartkowiak      | Rak-Wartburg  | Automobilklub Śląski     |
| 22 października | Puławy | Longin Bielak        | Rak-Wartburg  | Automobilklub Warszawski |

## Klasyfikacje
| Legenda oznaczeń w tabelach wyników Wyświetl szablon na nowej stronie | Legenda oznaczeń w tabelach wyników Wyświetl szablon na nowej stronie                                                                     |
| Oznaczenie                                                            | Wyjaśnienie |
| --------------------------------------------------------------------- | --- |
| Złoty                                                                 | Zwycięzca lub mistrzostwo |
| Srebrny                                                               | 2. miejsce lub wicemistrzostwo |
| Brązowy                                                               | 3. miejsce lub II wicemistrzostwo |
| Zielony                                                               | Ukończył, punktował (w klasyfikacji generalnej, gdy zdobył co najmniej jeden punkt na przestrzeni sezonu, poza trzema powyższymi opcjami) |
| Niebieski                                                             | Ukończył, nie punktował (w klasyfikacji generalnej, gdy nie zdobył co najmniej jednego punktu na przestrzeni sezonu)                      |
| Czerwony                                                              | Nie zakwalifikował się (NZ) |
| Czerwony                                                              | Nie prekwalifikował się (NPK) |
| Różowy                                                                | Nie ukończył (NU) |
| Różowy                                                                | Niesklasyfikowany (NS) (w klasyfikacji generalnej, gdy nie został sklasyfikowany w żadnym wyścigu sezonu)                                 |
| Czarny                                                                | Zdyskwalifikowany (DK) |
| Czarny                                                                | Wykluczony (WYK/EX) |
| Biały                                                                 | Nie wystartował (NW) |
| Biały                                                                 | Kontuzjowany (K/INJ) |
| Biały                                                                 | Wyścig odwołany (OD/C) |
| Bez koloru                                                            | Został wycofany (WYC/WD) |
| Bez koloru                                                            | Nie przybył (NP/DNA) |
| Bez koloru                                                            | Nie brał udziału w treningach (NT/DNP) |
| Bez koloru                                                            | Nie został zgłoszony (–) |
| Pogrubienie                                                           | Start z pole position |
| Kursywa                                                               | Najszybsze okrążenie wyścigu |
| †                                                                     | Nie ukończył, ale jego rezultat został zaliczony ze względu na przejechanie więcej niż 90% dystansu wyścigu.                              |
| *                                                                     | Sezon w trakcie |
| 1/2/3                                                                 | Punktowana pozycja w sprincie kwalifikacyjnym                                                                                             |
| Lista systemów punktacji Formuły 1                                    | |

| Poz. | Kierowca           | Zespół                   | Polska | Polska | Polska | Punkty |
| ---- | ------------------ | ------------------------ | ------ | ------ | ------ | ------ |
| 1    | Longin Bielak      | Automobilklub Warszawski | 3      | 2      | 1      | 18     |
| 2    | Otto Bartkowiak    | Automobilklub Śląski     | 4      | 1      |        | 11     |
| 3    | Antoni Weiner      | Automobilklub Śląski     | 1      | NU     | NU     | 8      |
| 4    | Henryk Nowak       | Automobilklub Śląski     | 2      | 5      |        | 8      |
| 5    | Zbigniew Sucharda  | Automobilklub Warszawski | NU     |        | 2      | 6      |
| 6    | Ksawery Frank      | Automobilklub Warszawski |        | 3      |        | 4      |
| 6    | Andrzej Zieliński  | Automobilklub Warszawski | NU     |        | 3      | 4      |
| 8    | Józef Kiełbania    | Automobilklub Radomski   | 6      | 4      | NU     | 4      |
| 9    | Ludwik Glib        | Automobilklub Radomski   |        |        | 4      | 3      |
| 10   | Grzegorz Timoszek  |                          | 5      |        |        | 2      |
| 10   | Konrad Zagórski    | Automobilklub Śląski     |        |        | 5      | 2      |
| 12   | Bolesław Samborski | Automobilklub Śląski     |        |        | 6      | 1      |
|      | Stanisław Kołecki  |                          | NU     |        |        | 0      |
|      | Zdzisław Bal       |                          |        |        | NU     | 0      |